# Côte-d'Or
La Côte d'Or (AFI: /kot dɔʁ/; in italiano Costa d'Oro) è un dipartimento francese della regione Borgogna-Franca Contea.
Confina con i dipartimenti dell'Aube a nord, dell'Alta Marna a nord-est, dell'Alta Saona a est, del Giura a sud-est, della Saona e Loira a sud, della Nièvre a ovest e della Yonne a nord-ovest.
Le principali città, oltre al capoluogo Digione, sono Beaune, Montbard, Auxonne, Châtillon-sur-Seine e Semur-en-Auxois.

## Vino
La Côte-d'Or è una celeberrima regione vitivincola, da secoli simbolo di vini eccellenti e rinomati ovunque, patria dei migliori chardonnay e pinot nero a livello mondiale. La regione viti-vinicola è suddivisa in due zone: Côte de Nuits a nord e Côte de Beaune a sud.